# La Rue des mystères
La Rue des mystères est un roman de littérature jeunesse écrit par Béatrice Nicodème et paru au Livre de Poche Jeunesse en 2009. Il s'agit de la réédition d'un roman précédemment paru sous le titre Chapeau, Agathe ! dans la collection Vertige policier en 1997 puis sous le titre Le Mystère des doubles fonds édité au Livre de Poche Jeunesse en 2004.

## L'histoire
Agathe Haas est une jeune fille ordinaire habitant dans la banlieue de Tournai et allant au collège, où elle excelle en mathématiques mais pas du tout en orthographe ni en sport. Son père, violoncelliste dans un orchestre, est souvent absent et sa mère, couturière, travaille beaucoup à la maison.
En allant livrer en France des robes et des chapeaux de mariée à la place de son patron, Mme Haas a un accident de voiture. Ursula, la jeune fille au pair, était sur le point de partir pour se marier quand Agathe, en rentrant du lycée, trouve la voisine assassinée. Elisabeth, sa tante, arrive à point nommé pour s'occuper d'Agathe... et l'aider dans son enquête !
Car le lendemain, un homme vient fouiller la maison des Haas et se glisse jusque dans la chambre d'Agathe qui, terrifiée, fait semblant de dormir. On tente même de l'assassiner durant une course organisée par la professeur de sport... Et la police semble si peu efficace qu'Agathe, fonceuse et gaffeuse, s'en mêle sous la houlette d'Elisabeth...

## Éditions
- Chapeau, Agathe ! dans la collection Vertige policier en 1997
- Le Mystère des doubles fonds au Livre de Poche Jeunesse en 2004,  (ISBN 2013222254)
- La rue des mystères  au Livre de Poche Jeunesse en 2009,  (ISBN 2013228244)